# These days (Dick Wagner)
These days is een lied van de Amerikaanse rockgitarist en songwriter Dick Wagner. Hij is de schrijver van het nummer en nam het in 1979 op tijdens sessies op de Long View Farm in  North Brookfield in Worcester, Massachusetts.
Net als een paar andere nummers tijdens deze sessies, was hij nog niet tevreden over de opnames. Het bleef daarom lange tijd ongebruikt en kwam voor Wagner pas weer boven water, toen hij besloot om de cd Full meltdown (2009) uit te brengen. De remastering van dit en de andere nummers uit de Long View Farm-sessies lag in handen van Gil Markle. Markle had dertig jaar eerder de opnames van het nummer ook gedaan en Wagner had hem speciaal voor deze klus opgezocht via het internet.
Terwijl de gitaar vaak de hoofdrol speelt in de solo-muziek van Wagner, begeleidde hij zich in dit nummer op de piano. Hierdoor heeft het nummer veel weg van de muziek van Elton John.
Het lied gaat over een verloren liefde. Hij herinnert zich de momenten toen zij samen waren en hij zou haar weer willen ontmoeten. Hij vraagt zich af hoe het nu met haar in de liefde zou gaan.

## Rosie
In 1983 verscheen het nummer in aangepaste vorm als Rosie op de elpee Third life van The Cats. De naam van de elpee verwijst naar de tweede comeback van de band. Het lied wordt gezongen door Piet Veerman.
Het is geen 100% cover van These days van Wagner, waardoor als schrijvers ook Piet Veerman en Cor Veerman zijn verantwoord. Door de bewerking is de titel van het lied veranderd in Rosie en werd aan het lied van Wagner nog een refrein toegevoegd.
Ook kreeg het nummer muzikaal een make-over. De piano die in de versie van Wagner domineert, is in het lied van The Cats vervangen door een tropisch gitaargeluid, synthesizermuziek en een mondharmonica die af en toe op de achtergrond ondersteunt. Tijdens het refrein zijn er verder nog violen toegevoegd die overgaan in accordeonmuziek. De orkestratie, het stemgeluid van Piet Veerman en de bijval van een tweede stem maken dat dit nummer tot de palingsound kan worden gerekend.